# 함께 만드는 당
NHK당(일본어: NHK党 NHK토[*])은 2013년 6월 17일 창당한 일본의 포퓰리즘 정당이다. 전 NHK 직원 다치바나 다카시(立花孝志)가 공영방송 NHK에 대한 수신료 거부 운동 및 NHK 부정 타파 등을 주장하며 2013년 창당하였다. 2019년 제25회 참의원의원 선거에서 N국당(N国党)이라는 약칭으로 신고하였으며 일본 내 일부 언론에서는 N국이라는 약칭도 사용한다.
2019년 7월 열린 제25회 일본 참의원의원 통상선거에서 비례대표로 출마한 당수 다치바나가 참의원 의원으로 당선된 이후 공식적인 국정정당의 지위를 획득했다. 여러 차례 선거에서 실제 성과를 거두었으나 전문가들에 의해 변두리 정당이나 장난 정당으로 여겨지고 있다.
2023년 3월 9일 당의 창립자인 다치바나 다카시가 사직하고 오쓰 아야카가 대표로 취임하면서 당명을 정치가여자48당(政治家女子48党)으로 바꾸었다. 동년 4월 7일 다치바나가 다시 당수 취임을 선언하였으나 오쓰가 인정하지 않으면서 당내 분쟁이 이어지고 있다.

## 당명
창당 당시 "NHK 수신료를 내지 않는 당"(NHK受信料不払い党)이었다가 동년 7월 23일 "NHK로부터 국민을 지키는 당"(NHKから国民を守る党)으로 개칭한 이후 해당 명칭으로서 계속해서 활동해왔으나, 국정정당으로 인정된 이후 2020년부터 고의로 당명 개칭을 반복하며 혼란을 일으키고 있다. 2020년 12월 21일 "NHK로부터 자국민을 지키는 당"(NHKから自国民を守る党), 2021년 2월 5일 "NHK 수신료를 지불하지 않는 방법을 가르치는 당"(NHK受信料を支払わない方法を教える党), 2021년 5월 17일 "낡은 정당으로부터 국민을 지키는 당"(古い政党から国民を守る党), 2021년 6월 28일 "폭풍의 당"(嵐の党), 2021년 7월 21일 "NHK와 재판하고 있는 당 변호사법 72조 위반으로"(NHKと裁判してる党弁護士法72条違反で), 2022년 1월 20일 "NHK 수신료를 지불하지 않는 국민을 지키는 당"(NHK受信料を支払わない国民を守る党), 2022년 4월 25일 "NHK당"(NHK党)으로 개칭하였다. 2023년 3월 8일 오쓰 아야카 당수 취임과 함께 "정치가여자48당"(政治家女子48党)으로 개칭하였다.

## 역사
전 NHK 직원이자 인터넷 방송 "다치바나 다카시의 1인방송국" 대표인 다치바나 다카시가 2013년 6월 17일 "NHK 수신료를 내지 않는 당"(NHK受信料不払い党)이라는 정당으로 등록하였으며 7월 23일에는 현재의 당명인 "NHK로부터 국민을 지키는 당"으로 개명하였다. 2013년 9월 오사카부 셋쓰시 후보가 시의회의원 선거에 출마해 낙선한 것을 시작으로 각종 지방자치단체 선거에 후보자를 옹립하여 출마하였다.
2015년 4월 지바현 후나바시시 시의회의원 선거에서 다치바나 대표가 보수 성향 회파인 연정회(研政会)와 연합해 당선되어 처음으로 의석을 얻었다. 2016년 7월 제24회 일본 참의원의원 통상선거 당시에는 오사카 유신회 소속 미야케 히로시 후보를 지지하였다. 2016년 도쿄도지사 선거 당시에도 다치바나 대표가 후나바시시 시의회의원직을 사임하고 입후보, NHK 방송 센터에서 방송한 정견방송에서 "NHK를 처부수자!"(NHKをぶっ壊す!)라는 과격한 구호로 주목을 받았으나 8위로 낙선하였다.

### 19회 지방선거
2019년 4월 열린 제19회 통일지방선거에서는 간토 수도권 및 간사이 배드타운을 중심으로 47명이 입후보하여 26명이 당선되었다. 그중 특별구의회 구의원 선거구 20개에서 전부 다 후보를 내 17명을 당선시키기도 했다.
효고현, 도쿄도 등지에서 후보들이 거주지나 자격을 허위신고하여 공직선거법 위반으로 당선무효형과 공탁금 몰수를 당하자 항소하기도 하였다.

### 25회 참의원 선거 이후
2019년 4월 26일 제25회 일본 참의원의원 통상선거가 공고되자 도쿄도청에서 기자회견을 열어 선거에 참여한다고 발표하며 정당 내에서 후보를 공천하기로 하였다. 처음에는 비례대표에 다카하시 대표 외 1명, 도쿄도 선거구에 7명을 공천하였으나 이후 공천인을 대폭 늘려 비례대표 3명, 지역구 37명 등 총 41명을 후보로 내세웠다. 비례대표 선거에서는 지지정당 없음 정당의 사노 히네마쓰 대표와 같이 출마하기로 하였으나 이것이 실현되지는 않았다. 결국 선거 결과 지역구 후보는 전부 낙선하였으나 비례대표 선거에서 다치바나 다카시 대표가 참의원 의원에 당선되었다.
참의원 선거 이후 당세 확대를 위해 지속적으로 무소속 의원들에게 입당을 권유하였으며, 7월 29일 일본유신회에서 제명된 마루야마 호다카 중의원 의원이 입당하면서 중의원 의원도 보유한 정당이 되었다. 다음 날인 7월 30일에는 다치바나 다카시 의원과 전 모두의 당 당대표인 와타나베 요시미 참의원 의원과 함께 와타나베 요시미 의원을 대표로 모두의 당 회파를 결성하였다.
8월 10일에는 임시 총회를 열고 간사장에 우에스기 다카시를 지명하였다. 8월 13일에는 일본 정당구성법에 의거한 총무성의 정당신고를 완료하면서 공식적으로 '국정정당'으로 인정되었다. 16일에는 우에스기 간사장이 기자회견을 열고 정권 교체를 목표로 다음 중의원 선거에서 289개 모든 중의원 소선거구에 후보를 공천할 것이라고 발표했다.

## 성향 및 전략
당의 주요 정책으로는 NHK의 의무 수신료 징수제에 대해 강력한 비판을 하고 있으며, 최종적으로는 NHK 방송을 수신료를 낸 시청자들만 볼 수 있도록 하는 스크램블 방송 정책 실현을 목표로 한다고 주장한다. 이 목표가 달성되면 다치바나 대표 자신도 정계에서 은퇴할 것이라고 말하고 있다.
보통 도쿄나 오사카 등 대도시의 배드타운 등 주민의 유출입이 잦은 지방 자치 단체를 중심으로 후보를 옹립하는 경향이 있다. 다치바나 대표는 신문 취재에서 NHK 수신료 납부에 어려움을 겪는 독거 학생이나 사회인이 많은 지자체에서 '부동표'  확보를 목적으로 과거에 모두의 당이 의석을 가졌던 선거구를 중심으로 후보를 내세운다고 밝혔다.

## 논란
2019년 4월 하순에서 5월 초순에 걸쳐 도쿄 스기나미구 의원 사사키 치나쓰의 "NHK는 재일조선인이나 귀화인이 주도하고 있으며 이의 편향방송이 이루어진다." 등과 같은 당 내 극우 인물이 특정 정파 사상을 주장하는 등 내분이 일어나자, 당은 결국 실언으로 논란이 된 5명의 지방 의회 의원을 제적처분하기도 하였다.
국회의원 당선 이후 다치바나 총재는 방송사 도쿄 MX의 정보방송에서 출연자가 자신을 비판하자 방송국 앞에서 항의하다가 경찰의 제지를 받고, 이후 방송법 위반으로 고발하겠다고 밝히는 등 소동을 일으켰다. 또한 9월에는 N당 소속 지방의원이 모 프리랜서 기자를 명예훼손으로 고소하였으나 이를 무고죄로 맞고소한 기자에게 78만엔 상당을 보상하게 되었다. 이것이 협박소송이라고 비판받자 다치바나 총재는 일본에서 협박소송은 불법이 아니라며 항변했다.

## 역대 선거 결과
전국 단위에 정당이 직접 참여한 선거만 기재한다.

### 중의원 선거
| 선거명        | 의석    | 비례 득표율 | 대표            |
| ------------- | ------- | ----------- | --------------- |
| 제48회 총선거 | 0 / 465 | -           | 다치바나 다카시 |
| 제49회 총선거 | 0 / 465 | 1.39%       | 다치바나 다카시 |

### 참의원 선거
| 선거명          | 의석    | 비례 득표율 | 대표            |
| --------------- | ------- | ----------- | --------------- |
| 제25회 통상선거 | 1 / 245 | 1.97%       | 다치바나 다카시 |
| 제26회 통상선거 | 1 / 245 | 2.36%       | 다치바나 다카시 |

## 같이 보기
- NHK
- 행동하는 보수